# 市立函館恵山病院
市立函館恵山病院（しりつはこだてえさんびょういん）は、北海道函館市に所在する病院。

## 沿革
- 1961年（昭和36年）尻岸内村立国保病院として創設
- 2002年（平成14年）現在地に新築移転
- 2004年（平成16年）1市4町村(旧函館市・恵山町・南茅部町・戸井町・椴法華村)の合併により市立函館恵山病院に名称変更となる。

## 診療科
(.この節の出典 )
- 内科
- 外科
- 小児科
- リハビリテーション科

## アクセス
- 函館駅から車で約1時間：国道278号線（恵山国道）
- 路線バスで約2時間：恵山病院前下車
- 函館空港から車で約50分：国道278号線（恵山国道）

## 施設概要
- 鉄筋コンクリート造、地上3階
- 敷地面積：14,693㎡、延床面積：4,928㎡